# Roland Traunmüller
Roland Traunmüller (* 2. April 1940 in Linz) ist österreichischer Informatiker. Er war bis zu seiner Pensionierung im Oktober 2005 Universitätsprofessor an der Johannes Kepler Universität Linz. Sein wichtigstes Forschungsgebiet ist das e-Government.

## Leben
Traunmüller studierte Chemie und Physik an der Universität Wien und promovierte 1969 im Fach theoretische Chemie mit dem Thema „Zur Struktur und Reaktionsweise von Metallkomplexen“. Bereits während seiner Doktorandenzeit kam er dabei am Max-Planck-Institut für Kohlenforschung in Mülheim an der Ruhr mit Computern in Berührung.
1970 kam er aus Deutschland nach Linz zurück und arbeitete für drei Jahre in der öffentlichen Verwaltung, wo er Leiter der Abteilung für Administrative Datenverarbeitung war. Danach kam er an die Johannes Kepler Universität Linz (kurz JKU, damals noch Hochschule für Sozial- und Wirtschaftswissenschaften). 1977 habilitierte er sich.
Im Jahr 1983 wurde er an der JKU zum Professor für Angewandte Informatik berufen. Ab 1985 war er Vorstand des Instituts für Informatik, später des Instituts für Informatik in Wirtschaft und Verwaltung.
Er war Gastprofessor in Amsterdam, Bangkok, Bonn, Budapest, Graz, Heidelberg, Paris, Prag, Speyer, Turku und Saragossa. Daneben war er Vice Chair der Sektion Information Systems der International Federation for Information Processing (IFIP). Bei Konferenzen dieser Vereinigung leitete er Teilkonferenzen wie etwa Telecooperation (1998) und e-Business (2002). Von 1997 bis 2006 war er Erster Vizepräsident der Österreichischen Computer Gesellschaft. Auch in der deutschen Gesellschaft für Informatik ist er im Fachbereich Informatik in Recht und Verwaltung vertreten.
Seit 1959 ist er Mitglied der katholischen Studentenverbindung KÖStV Aargau Wien im ÖCV.

## Auszeichnungen
- 2005: Großes Silbernes Ehrenzeichen für Verdienste um die Republik Österreich[1]
- 2010: Silbernes Ehrenzeichen des Landes Oberösterreich

## Werke
Traunmüller ist Autor von 4 Büchern sowie Editor von 22 Büchern und zwei Journalen. Daneben ist er Autor von über 130 wissenschaftlichen Artikeln.